# Jürgen Sorré
Jürgen Sorré (* 8. Mai 1975 in Donauwörth) ist ein deutscher Betriebswirt und Kommunalpolitiker (parteilos). Seit 1. Mai 2020 ist er Oberbürgermeister der Stadt Donauwörth.

## Leben
Jürgen Sorré wuchs in seiner Geburtsstadt auf, legte 1994 das Abitur am Gymnasium Donauwörth ab und leistete anschließend zwei Jahre Wehrdienst, den er als Leutnant der Reserve beendete.
Das duale Hochschulstudium bei der Sparkasse Donauwörth und an der Dualen Hochschule Baden-Württemberg in Heidenheim schloss er 2001 als Diplom-Betriebswirt (BA) ab.
Bei der Sparkasse Donauwörth leitete er von 2002 bis 2007 die Abteilung Finanzen und Steuerung, wechselte dann in den Firmenkundenbereich, den er ab 2012 leitete. 2014 wurde er als stellvertretendes Vorstandsmitglied in die erweiterte Geschäftsführung der Sparkasse berufen.
Sorré ist verheiratet und hat zwei Kinder.

## Politik
Sorré war zwar ehrenamtlich engagiert, aber bis zu seiner Bewerbung als Donauwörther Oberbürgermeister-Kandidat politisch nicht aktiv und ist weiterhin parteilos. Er wurde für die Kommunalwahl 2020 von der SPD nominiert und kandidierte parallel weder für den Stadtrat noch den Kreistag Donau-Ries.
Bei der Oberbürgermeisterwahl erreichte er am 15. März 2020 unter vier Bewerbern 41,5 % der gültigen Stimmen und gewann die Stichwahl am 29. März 2020 mit 60,9 %. Im Juli 2023 wurde bekannt, dass Sorré bei der nächsten Kommunalwahl als Bewerber der Parteifreien Wählergemeinschaft (PWG) antreten will.
Entgegen der geltenden Priorisierung wurde er bereits Anfang 2021 gegen COVID-19 geimpft.